# Holly Lincoln-Smith
Holly Lincoln-Smith, née le 26 mars 1988 à Sydney, est une joueuse australienne de water-polo. Elle est la sœur de la skeletoneuse Emma Lincoln-Smith.

## Palmarès
- Jeux olympiques d'été de 2012 à Londres
  -  médaille de bronze au tournoi olympique